# Općinski dom u Jelsi
Općinski dom je zgrada općine u Jelsi na Hvaru, na adresi Jelsa 403, 404 i 405 i Trg Tome Gamulina 1.

## Opis
Zgrada je neostilska pravokutma katnica s dimenzijama tlocrta 22 x 11 m. Zidana je od kamenih klesanaca. Vanjska obloga je od kamena s otoka Vrnika kod Korčule, a unutarnji zidovi su od kamena iz Selaca na Braču. Na prvom katu su četiri renesansne bifore.
Zgrada je primjer klasicističke zgrade javne namjene na prostoru srednje Dalmacije, zbog čega je uvrštena u registar kulturnih dobara.

## Povijest
Zgrada je građena od svibnja 1894. do 15. prosinca 1895. godine. Podignuta je na močvarnom terenu, na drvenim stupovima, kao kuće u Veneciji.
Dana 1. veljače 1896. su otvorene nove prostorije Narodne čitaonice.
Zgrada je teško stradala u požaru 2003., a obnovljena je krajem istog desetljeća.

## Zaštita
Pod oznakom Z-5828 zavedena je pod vrstom "nepokretno kulturno dobro - pojedinačno", pravna statusa zaštićena kulturnog dobra, klasificirano kao "javne građevine".

## Vanjskepoveznice
|  | Zajednički poslužitelj ima još gradiva o temi Općinski dom u Jelsi |